# ورزشگاه فالمر
ورزشگاه فالمر (به انگلیسی: Falmer Stadium) نام ورزشگاه اختصاصی باشگاه برایتون و هاو آلبیون در شهر برایتون کشور انگلستان است.
این ورزشگاه از سال ۲۰۱۱ زمین خانگی باشگاه برایتون و هاو آلبیون می باشد. ظرفیت این ورزشگاه ۳۰٬۲۷۸ نفر است .
ورزشگاه فالمر بیست و ششمین ورزشگاه بزرگ در انگلستان می باشد.